# La vita segreta della natura
La vita segreta della natura è un libro di Peter Tompkins, seguito del suo precedente bestseller intitolato La vita segreta delle piante, risalente agli anni settanta.

## Contenuto

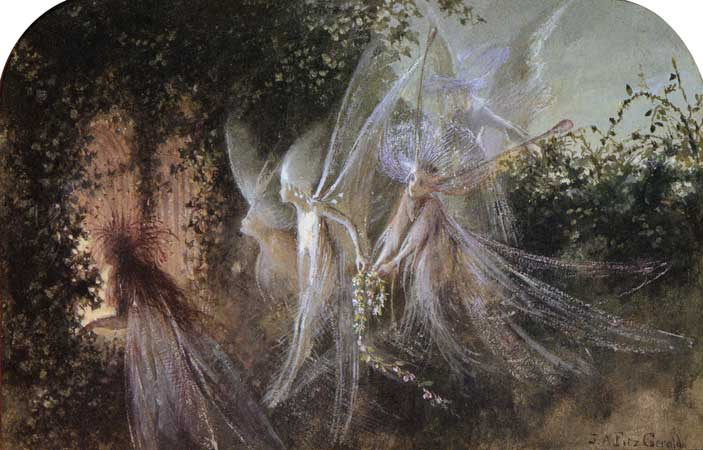
Un gruppo di fate disegnate da John Anster Fitzgerald (1864)

Con questo nuovo saggio, Peter Tompkins intende divulgare gran parte di quegli studi e ricerche sulla vita delle piante che non aveva potuto includere nel suo libro precedente, concentrandosi sulle indicazioni riguardanti gli spiriti della natura normalmente conosciuti come gnomi, ninfe, silfidi e salamandre, fornite da veggenti e teosofi quali Paracelso, la Blavatsky, Leadbeater, Hodson, Steiner, dando loro una credibilità basata sul fatto che molti di questi stessi veggenti hanno fornito descrizioni delle particelle ultime della materia confermate col passare del tempo dalla fisica atomica.

### Gli spiriti della natura
Prendendo spunto dalla vicenda delle fate di Cottingley, Tompkins traccia un quadro sul mondo degli spiriti elementari, sulla loro suddivisione in base al regno di appartenenza (fuoco, aria, acqua, terra), e sulle diverse modalità con cui costoro si sono di volta in volta presentati allo sguardo umano di chi era in grado di scorgerli.

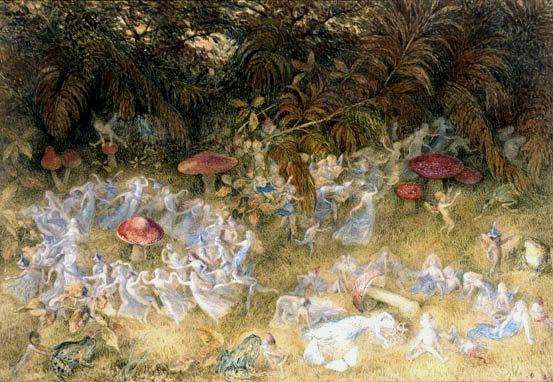
Un cerchio di fate raffigurato da Richard Doyle (1875)

Hodson descrisse ad esempio in maniera minuziosa la loro felicità e gioia di vivere, percependo la coscienza evolutiva delle rocce costituita dagli gnomi, la bellezza radiosa delle ninfe di mare, le fluttuazioni vorticanti delle silfidi nell'aria, soffermandosi sulla loro caratteristica peculiare di assorbire e liberare forza magnetica, un processo costante con cui accrescendo se stessi consentivano al contempo la crescita delle piante e dell'ambiente naturale circostante: vide in particolare le ondine prendere vitalità dal sole e dall'acqua, assimilandola fino al punto da riempirsene e scaricarla nuovamente all'esterno in un'esperienza sognante di estasi e tripudio, in una ripetizione continua, raggiungendo vette di piacere di cui gli umani non possono fare esperienza.
Per la Blavatsky questi spiriti costituiscono l'essenza di ogni fenomeno naturale. Leadbeater ne offrì una descrizione con un piglio molto più vigoroso, evidenziandone la differenza di aspetto tra i numerosi paesi da lui visitati, dalla Bretagna alla Sicilia, al Massachusetts, alle rive del Niagara, all'Australia.
Steiner ne espose invece una descrizione analitica e rigorosa, in forma di una vera e propria scienza spirituale, sostenendo che gli spiriti della natura operano non solo nei minerali, nelle piante e negli animali, ma persino nel corpo umano, e che ci si precluderebbe la vera comprensione della vita e del mondo se non si tenesse conto del loro ruolo supremo.
Tompkins si sofferma in particolare sulla cosmogonia steineriana del pianeta Terra, originatosi dalla condensazione del fuoco primigenio, e la narrazione di come gli esseri elementari operino secondo Steiner manipolando i quattro eteri che da quello sono scaturiti. Le forze eteree formative degli elementi non sono per Steiner qualcosa di impersonale e astratto, ma sono i concreti esseri elementari, la cui attività oscilla continuamente tra incanto e disincanto. La sua «scienza spirituale» si tinge anche di poesia quando descrive il modo in cui le ondine d'estate si lasciano morire nella marcescenza del mar Baltico per essere assorbite dalle Gerarchie superiori da cui erano provenute.

### Chimica occulta
Grazie a capacità occulte di veggenza quali la vista eterica, la vista astrale, l'utilizzo del terzo occhio e la rivitalizzazione del chakra della fronte tramite la kundalini, alcuni di questi stessi veggenti avevano condotto esperimenti sull'atomo come quelli riportati dai teosofi Besant e Leadbeater nel loro libro Chimica occulta del 1895. Anche Hodson, oltre a dar prova della psicometria nel campo della batteriologia, nell'esplorazione del sistema solare, o nella regressione psichica all'epoca dell'antica città di Teotihuacan in Messico a scopi archeologici, avrebbe fornito descrizioni dell'elettrone parlando di un movimento a doppia spirale, e i risultati delle sue ricerche furono pubblicati dal dottor D. D. Lyness alla fine degli anni cinquanta.

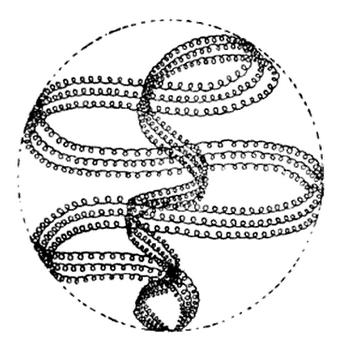
Le volte e le spirillae di un UPA rappresentate da Besant e Leadbeater in Chimica occulta

In seguito sarebbe stato un giovane fisico, Stephen Phillips, a interessarsi alla chimica occulta di Besant e Leadbeater, sostenendo che costoro avevano descritto con precisione il numero delle particelle infinitesimali oggi denominate quark, i componenti dei protoni scoperti molto tempo dopo la loro morte. I due veggenti avevano parlato inoltre di un elemento ultimo della materia, da loro chiamato UPA (Ultimate Physical Atom), identificato da Phillips con i sub-quark.
Di duplice natura, positiva e negativa, l'UPA è il responsabile del costituirsi degli stati di materia e dell'anti-materia, attraverso un movimento rotatorio che nell’UPA positivo fa scorrere verso l’esterno le sue energie creative, generando la realtà fisica, mentre l'UPA negativo sottrae la materia riconvertendola in anti-materia e inviandola verso l'Etere, cioè lo spazio omogeneo di energia che tutto pervade, detto anche koilon, che significa "vuoto".
Ogni UPA è attraversato da linee luminose assimilati da Phillips alla teoria delle superstringhe: ogni UPA appariva infatti ai veggenti composto di 10 spirali filiformi, fatte ognuna di 1680 spirillae più piccole. Ogni spirilla conterrebbe a sua volta sette ordini di spirillae ancora più piccole, finché l'ultimo di essi consisterebbe di sette bolle o vortici nel koilon: si tratterebbe di buchi vorticanti nell'etere, da cui si origina tutta la materia, che risulterebbe dunque riempita di questi punti che per il koilon corrispondono in realtà a dei buchi. Tutti gli UPA o sub-quark sono dunque tutt'altro che compatti, essendo formati da circa 14 milioni di bolle nel koilon etereo, o bolle di schiuma subquantica.
Per quanto riguarda l'etere, Tompkins ricorda che questo mitologico medium respirato dagli dei dell'Olimpo, che impregna gli spazi cosmici, fu messo al bando da Einstein e tuttavia sostituito dalla teoria del campo di Higgs per spiegare il modo in cui si origina la massa dei corpi. Si continua pertanto ad avvertire la necessità di un vacuum dello spazio quale è appunto il campo di Higgs che riempia il vuoto trascinando la materia e rendendola pesante grazie alla cosiddetta "particella di Dio" o bosone Higgs. Questa era stata già individuata dai teosofi più di un secolo prima che gli scienziati del CERN ne confermassero finalmente l'esistenza per via sperimentale nel 2012.
Le conclusioni di Besant e Leadbeater furono peraltro confermate nei primi anni novanta da un altro chiaroveggente, Ron Cowen, secondo cui non solo l'Upa ma anche l'elettrone consistono di flussi toroidali, costellati di anelli simili ai buchi nel koilon descritti dai due teosofi. All'interno della bolla Ron percepì una sorta di coscienza, un varco verso un'intelligenza superiore, avvalorando la tesi occultista per cui tutta la realtà non è altro che Coscienza, come insegnava già la cosmologia orientale.

### Le Gerarchie e i Misteri
Lo spazio dunque non è colmato di sola materia ma dei regni abitati da esseri spirituali superiori all'uomo, il cui scopo è la creazione di un ambiente che sostenga l'evoluzione e la libertà umane. Per via del loro alto grado di coscienza, questi esseri non possono influire direttamente sul piano materiale e si servono pertanto degli spiriti della natura perché manipolino l'etere dando forma alla materia. Tompkins descrive i Deva come il primo livello di esseri che fanno uso di fate ed esseri elementari per lo sviluppo di minerali, vegetali e animali. Al di sopra vi è il grado degli Angeli, che nell'ottica di Steiner sono esseri consapevoli dei regni vegetale, animale, umano, e angelico, ma non dei minerali, al posto dei quali percepiscono solo un vuoto.
Vengono quindi descritte le tre Gerarchie angeliche della tradizione occidentale ed esoterica, ognuna composta a sua volta da tre ordini di angeli, in relazione con la dottrina antroposofica e con quella della Cabala ebraica.
Viene poi preso in esame il ruolo degli spiriti elementari e delle Gerarchie nelle tradizioni misteriche, in particolare massoniche, e la loro ascendenza dalle epoche di Atlantide e dell'antico Egitto, sempre seguendo le rivelazioni di teosofi quali Hodson, Leadbeater, e di Rudolf Steiner, evidenziando anche le differenze tra i due principali indirizzi di pensiero occultistici rappresentati dalla teosofia e dall'antroposofia.
Tompkins lancia infine un appello a seguire i suggerimenti di Steiner per una ripresa di contatto con le Gerarchie e gli operosi esseri elementari, con i quali integrare gli sforzi umani per sostenere il pianeta Terra ed impedire disastri ecologici, non più nelle forme sognanti dell'antica chiaroveggenza crepuscolare, ma cooperando attivamente con loro in piena libertà e con la coscienza solare richiesta dai nuovi tempi.